# Говард Рейнгольд
Говард Рейнгольд (англ. Howard Rheingold; нар. 7 липня 1947, Фінікс) — американський соціолог, критик, письменник. Спеціалізується на вивченні культурних, соціальних і політичних впливів на медіасферу сучасності (інтернет, мобільний зв'язок, віртуальні спільноти). Вперше передбачив і описав таке явище як смартмоб.
Редактор Whole Earth Review і Millennium Whole Earth Catalog, учасник віртуального співтовариства WELL.
Вважається одним з «діджераті» — членом еліти мережевих спільнот і комп'ютерних технологій.

## Книги
- Talking Tech: A conversational Guide to Science and Technology, Howard Levine (1982)
- Higher Creativity:Liberating the Unconscious for Breakthrough Insight, Willis Harman (1984)
- Tools for Thought: The History and Future of Mind-Expanding Technology [Архівовано 9 липня 2016 у Wayback Machine.], (free in HTML form) (1985)
- Out of the Inner Circle, Bill Landreth (1985)
- They Have a Word for It: A Lighthearted Lexicon of Untranslatable Words & Phrases (1988)
- The Cognitive Connection: Thought and Language in Man and Machine, with Howard Levine (1987)
- Excursions to the Far Side of the Mind (1988)
- Exploring the World of Lucid Dreaming, Stephen LaBerge (1990)
- Virtual Reality (1991)
- The Virtual Community: Homesteading on the Electronic Frontier [Архівовано 9 липня 2016 у Wayback Machine.], (HTML) (1993) ISBN 0-201-60870-7
- Millennium Whole Earth Catalog: Access to Tools and Ideas for the Twenty-First Century (1995)
- The Heart of the WELL (1998)
- The Virtual Community: Homesteading on the Electronic Frontier, (2000 reprint with some new material) ISBN 0-262-68121-8
- Rheingold, Howard (2002). Smart Mobs: The Next Social Revolution. Basic Books.
- Rheingold, Howard (2012). Net Smart: How to Thrive Online. The MIT Press. ISBN 0-262-01745-8.
- Rheingold, H. (2012). Mind amplifier: Can our digital tools make us smarter? New York, NY: TED Books.